# Стрельская, Варвара Васильевна
Варвара Васильевна Стрельская (настоящая фамилия — Старова, по мужу — Стуколкина) (16 декабря 1838, Москва — 24 января 1915) — русская драматическая актриса. Заслуженная артистка Императорских театров (1905).

## Биография
Вышла на сцену театра впервые в три года — на подмостки её вывел сам М. С. Щепкин. С шести лет обучалась в Петербургском театральном училище сначала балету, а затем драме (у П.Григорьева и В.Василько-Петрова); в годы учёбы начала выступать на казённой сцене в балетах ("Эсмеральда" Ч.Пуньи) и в драматических спектаклях ("Уголино" Н.Полевого). По окончании училища в 1857 году дебютировала в Александринском театре в роли пансионерки Саши в водевиле С.Турбина «Картинка с натуры». Сценическим амплуа для молодой Стрельской стали — инженю-комик, травести, субретка.
В 1870 году Стрельская перешла на комические и хара́ктерные роли.
В Александринском театре играла до конца жизни.
Умерла Стрельская в Лигове 11 (24) января 1915 года. Похоронена на кладбище Свято-Троицкой Сергиевой пустыни.

## Роли в театре
- 1857 — «Картинка с натуры» С.Турбин — пансионерка Саша
- «Горе от ума» А. С. Грибоедов — Лиза
- 1857 — «Праздничный сон — до обеда» Александр Островский — Устинька
- 1863 — «Доходное место» Александр Островский — Стеша
- 1872 — «Не всё коту масленица» Александр Островский — Круглова
- 1872 — «Не было ни гроша, да вдруг алтын» Александр Островский — Мигачёва
- 1877 — «Правда хорошо, а счастье лучше» Александр Островский — Зыбкина
- 1877 — «Последняя жертва» Александр Островский — Михевна
- 1882 — «Таланты и поклонники» Александр Островский — Домна Пантелевна
- 1883 — «Невольницы» Александр Островский — Марфа
- 1894 — «Комик XVII столетия» — Татьяна Перепечина
- 1900 — «Снегурочка» — Бобылиха
- 1905 — «Стёпик и Манюрочка» Николай Евреинов — Манюрочка, Стёпик — П. М. Медведев
- 1907 — «Бабушка», «отрывок из жизни в одном действии» Н. Евреинова —  играла «самоё себя»
- «Ревизор» Н. В. Гоголь — Пошлёпкина
- «Женитьба» Н. В. Гоголь — Фёкла Ивановна
- «Недоросль» Д.Фонвизина — Простакова

## Семья
5 сентября 1858 года она обвенчалась с артистом балета Мариинского театра Львом Петровичем Стуколкиным. У них было много детей: Николай родился в 1859 году, Лидия — в 1863, Борис — в 1869 году. Двое, родившихся затем, умерли в 1873 году в младенческом возрасте: Александр прожил всего два с половиной года, Мария — ещё меньше, четыре с половиной месяца (она родилась и умерла в 1873 году). В 1876 году родился и умер Владимир. Последняя дочь, Наталья, родилась в 1884 году и была очень болезненной девушкой.
Борис дважды был под судом (один раз привлекался вместе с братом Николаем за кражу); семьи детей жили вместе с родителями — уже после смерти мужа, в 1905 году, Варвара Стуколкина указывала, что на её иждивении находятся 17 человек.